# اختيار أباد
اختيار أباد (بالفارسية: اختیارآباد) هي مدينة تقع في إيران في الناحية المركزية لمقاطعة كرمان. يقدر عدد سكانها بـ 7,513 نسمة .